# Манербио
Манербио (итал. Manerbio) је насеље у Италији у округу Бреша, региону Ломбардија.
Према процени из 2011. у насељу је живело 12228 становника. Насеље се налази на надморској висини од 69 м.

## Становништво
Према резултатима пописа становништва 2011. у општини је живело 12.869 становника.
| 1951.  | 1961.  | 1971.  | 1981.  | 1991.  | 2001.  | 2011.  |
| ------ | ------ | ------ | ------ | ------ | ------ | ------ |
| 10.502 | 10.565 | 10.938 | 11.961 | 12.242 | 12.611 | 12.869 |

## Партнерски градови
- Saint-Martin-de-Crau